# Xã Mill Bayou, Quận Arkansas, Arkansas
Xã Mill Bayou (tiếng Anh: Mill Bayou Township) là một xã thuộc quận Arkansas, tiểu bang Arkansas, Hoa Kỳ. Năm 2010, dân số của xã này là 550 người.